# 新生堂 (熊本県)
株式会社新生堂（しんせいどう）は、熊本市に本社を置く、医薬品・医療機器を主に取り扱う企業である。

## 事業所
- 熊本本社、人吉営業所、天草営業所、荒尾営業所、八代営業所

## 主な取引メーカー
- 第一三共、エーザイ、明治製菓、扶桑薬品工業、持田製薬、大日本住友製薬
- アストラゼネカ、サノフィ*アベンティス、ノバルティスファーマ、科研製薬、日本化薬
- グラクソスミスクライン、味の素ファルマ